# オルガ・プリンツロウ
- オルガ・ブリンツロウ
- オルガ・プリンツロー
- オルガ・ブリンツロー

オルガ・プリンツロウ（Olga Printzlau、1891年12月13日 - 1962年7月8日）は、アメリカ合衆国の脚本家。

## 出演作品
- 椿姫
- バタフライ
- 真夏の狂乱